# Lily James
Lily James (* 5. April 1989 in Esher, Surrey, eigentlich Lily Chloe Ninette Thomson) ist eine britische Schauspielerin.

## Leben und Karriere
Lily James wurde im April 1989 als Tochter des Musikers und Schauspielers James Thomson geboren. Ihre aus den Vereinigten Staaten stammende Großmutter Helen Horton war ebenfalls Schauspielerin.
James besuchte die Arts Educational Schools in Tring sowie die Guildhall School of Music and Drama in London, die sie 2010 abschloss. Seit 2010 tritt sie unter ihrem Künstlernamen Lily James auf.
Ihre Schauspielkarriere begann sie 2010 mit einigen Theaterrollen. 2011 erhielt sie eine Hauptrolle als Poppy in der vierten Staffel von Secret Diary of a Call Girl, durch die sie in Großbritannien Aufmerksamkeit erlangte. Des Weiteren konnte James sich eine Rolle in dem US-amerikanischen Fantasyfilm Zorn der Titanen sichern, der 2012 weltweit in die Kinos kam. Außerdem hatte sie die Rolle der Lisa Temple in Fast Girls inne. Im selben Jahr wurde sie für eine Gastrolle in der preisgekrönten Fernsehserie Downton Abbey engagiert. Darin war sie am Ende der dritten Staffel als Rose MacClare zu sehen. Mit Beginn der vierten Staffel stieg sie zur Hauptdarstellerin auf. Mit dem Ensemble der Serie wurde sie jeweils bei den Screen Actors Guild Awards 2015 und 2016 in der Kategorie Bestes Schauspielensemble in einer Dramaserie ausgezeichnet.
2015 verkörperte sie die titelgebende Hauptfigur in der Realverfilmung Cinderella, die auf dem gleichnamigen Zeichentrickfilm von 1950 basiert.
2018 wurde sie in die Academy of Motion Picture Arts and Sciences berufen, die jährlich die Oscars vergibt.
2018 verkörperte James die Hauptrolle Juliet Ashton im Film Deine Juliet, der 1946 auf Guernsey spielt. Ebenfalls 2018 erschien die ABBA-Musical-Fortsetzung Mamma Mia! Here We Go Again in den Kinos, in der James als junge Donna Sheridan in einer der Hauptrollen auftritt und mehrere ABBA-Songs interpretierte. Mit When I Kissed The Teacher, Why Did It Have to Be Me?, Andante, Andante und Mamma Mia schaffte sie es dabei auch in die britischen Singlecharts. Für die Single Waterloo wurde sie dort mit einer Silbernen Schallplatte geehrt. Seit 2011 ist Lily James auch regelmäßig in Theateraufführungen in Großbritannien zu sehen.
James war bis Oktober 2020 mit dem Schauspieler Matt Smith liiert.

## Filmografie
- 2010: Just William (Fernsehserie, 4 Episoden)
- 2011: Secret Diary of a Call Girl (Fernsehserie, 8 Episoden)
- 2012: Zorn der Titanen (Wrath of the Titans)
- 2012: Broken
- 2012: Fast Girls
- 2012–2015: Downton Abbey (Fernsehserie, 21 Episoden)
- 2015: Cinderella
- 2015: Im Rausch der Sterne (Burnt)
- 2016: War and Peace (Fernsehserie, 6 Episoden)
- 2016: The Exception
- 2016: Stolz und Vorurteil und Zombies (Pride and Prejudice and Zombies)
- 2017: Baby Driver
- 2017: Die dunkelste Stunde (Darkest Hour)
- 2018: Deine Juliet (The Guernsey Literary and Potato Peel Pie Society)
- 2018: Little Woods
- 2018: Mamma Mia! Here We Go Again
- 2019: Yesterday
- 2019: Rare Beasts
- 2020: Rebecca
- 2021: Die Ausgrabung (The Dig)
- 2021: The Pursuit of Love (Fernsehserie, 3 Episoden, auch Produzentin)
- 2022: Pam & Tommy (Fernsehserie, 8 Episoden)
- 2022: What’s Love Got to Do with It?
- 2023: Finalmente l’alba
- 2023: The Iron Claw
- 2024: The Negotiator (Relay)
- 2024: Greedy People

## Theater
- 2011: Jesus von Texas – Young Vic Theatre, London
- 2011: Othello – Crucible Theatre, Sheffield
- 2012: Die Möwe – Southwark Playhouse, London
- 2016: Romeo und Julia – Garrick Theatre, London
- 2019: Alles über Eva – Noel Coward Theatre, London[7]
- 2023: Lyonesse – Harold Pinter Theatre, London

## Auszeichnungen

### Golden Globe
- 2023: Nominierung als Beste Hauptdarstellerin – Miniserie, Anthologie-Serie oder Fernsehfilm für Pam & Tommy

### People’s Choice Award
- 2022: Nominierung als Female movie star in Mamma Mia! Here We Go Again

### Primetime Emmy Award
- 2022: Nominierung als Beste Hauptdarstellerin – Miniserie oder Fernsehfilm in Pam & Tommy